# 1950 w literaturze
Wydarzenia literackie w 1950 roku.

## Wydarzenia
- polskie
  - W Warszawie odsłonięto pomnik Adama Mickiewicza.

- zagraniczne
  - W Bratysławie ukazał się pierwszy przekład Lalki w języku słowackim.
  - W Islandii ukazuje się czasopismo „Birtingur”, na łamach którego będą publikować m.in. poeci atomu.

## Nowe książki (proza beletrystyczna i literatura faktu)
- polskie
  - Igor Newerly – Archipelag ludzi odzyskanych
  - Tadeusz Konwicki – Przy budowie
  - Witold Makowiecki – Diossos
  - Witold Zalewski – Traktory zdobędą wiosnę
- zagraniczne
  - Isaac Asimov
    - Ja, robot (I, Robot)
    - Kamyk na niebie (Pebble in the Sky)

  - Agatha Christie
    - Morderstwo odbędzie się... (A Murder is Announced)
    - Pułapka na myszy (Three Blind Mice and Other Stories)

  - Hugo Claus – Polowanie na kaczki (oryg. De Metsiers)
  - André Gide – Dzienniki
  - Ernest Hemingway – Za rzekę, w cień drzew (Across the River and Into the Trees)
  - Jack Kerouac – The Town and the City
  - Pär Lagerkvist – Barabasz (Barabbas)
  - Clive Staples Lewis – Opowieści z Narnii: Lew, czarownica i stara szafa (The Lion, the Witch, and the Wardrobe)
  - Cesare Pavese – Księżyc i ogniska (La luna e i falò)
  - Octavio Paz – Labirynt samotności (El Laberinto de la Soledad)
- wydania polskie tytułów zagranicznych

## Wywiady
- polskie
- zagraniczne
- wydania polskie tytułów zagranicznych

## Dzienniki, autobiografie, pamiętniki
- polskie
- zagraniczne
- wydania polskie tytułów zagranicznych

## Nowe eseje, szkice i felietony
- polskie
- zagraniczne
- wydania polskie tytułów zagranicznych

## Nowe dramaty
- polskie
  - Władysław Lubecki – Sprawa Anny Kosterskiej (Książka i Wiedza)[1]
- zagraniczne
  - Eugène Ionesco – Łysa śpiewaczka (La cantatrice chauve)
- wydania polskie tytułów zagranicznych

## Nowe poezje
- polskie
  - Tadeusz Różewicz – Pięć poematów
- zagraniczne
  - Basil Bunting – Wiersze: 1950 (Poems: 1950)
  - Pablo Neruda – Pieśń powszechna (Canto general)
- zagraniczne antologie
- wydane w Polsce wybory utworów poetów obcych
- wydane w Polsce antologie poezji obcej

## Nowe prace naukowe i biografie
- polskie
- zagraniczne
  - David Riesman – Samotny tłum (The Lonely Crowd)
- wydania polskie tytułów zagranicznych

## Urodzili się
- 1 stycznia
  - Rahat Indori, indyjski poeta (zm. 2020)
  - Laura Restrepo, kolumbijska pisarka i dziennikarka
- 10 stycznia – Raúl Zurita, chilijski poeta
- 20 stycznia – Jerzy Łysk, polski poeta
- 25 stycznia – Gloria Naylor, amerykańska pisarka (zm. 2016)
- 27 stycznia
  - Pedro Juan Gutiérrez, kubański pisarz
  - Miodrag Karadžić, czarnogórski pisarz i dramaturg (zm. 2020)
- 29 stycznia – Adam Wiesław Kulik, polski poeta, prozaik, reporter
- 7 lutego
  - Karen Joy Fowler, amerykańska pisarka
  - Patrick McGrath, brytyjski pisarz i scenarzysta filmowy
- 21 lutego – Håkan Nesser, szwedzki pisarz
- 26 lutego – Irena Brežná, szwajcarsko-słowacka pisarka i dziennikarka
- 4 marca – Safet Plakalo(inne języki), bośniacki dramaturg, poeta i prozaik (zm. 2015)
- 7 marca – Ágnes Hankiss, węgierska polityk i pisarka (zm. 2021)
- 16 marca – Ryszard Chodźko, polski pisarz i krytyk literacki (zm. 2023)
- 17 marca – Peter Robinson, angielski pisarz, twórca postaci Alana Banksa (zm. 2022)
- 19 marca
  - Kirsten Boie, niemiecka pisarka książek dla dzieci
  - Wiktor Żwikiewicz, polski pisarz science fiction
- 4 kwietnia – Mirosława Kruszewska, polska poetka emigracyjna, krytyk literacki i teatralny, wydawca
- 5 kwietnia – Ann C. Crispin, amerykańska pisarka science fiction (zm. 2013)
- 14 kwietnia – Péter Esterházy, węgierski powieściopisarz i eseista (zm. 2016)
- 21 kwietnia – Jerzy Kamrowski, polski poeta (zm. 2011)
- 29 kwietnia – Bjarne Reuter, duński pisarz
- 2 maja – Anna Błachucka, polska pisarka
- 4 maja – Stanisław Bereś, polski poeta, historyk literatur, tłumacz
- 6 maja – Jeffery Deaver, amerykański pisarz thrillerów
- 8 maja – Stanisław Bieniasz, polski prozaik, publicysta i dramaturg (zm. 2001)
- 10 maja – Sabri Hamiti, kosowski poeta, pisarz i dramaturg
- 14 maja
  - Veljko Barbieri, chorwacki pisarz, eseista i dziennikarz
  - Zbigniew Joachimiak, polski poeta, tłumacz, wydawca, antykwariusz
- 20 maja – Erri De Luca, włoski pisarz
- 24 maja – Jerzy Limon, polski anglista, literaturoznawca, pisarz, tłumacz i teatrolog (zm. 2021)
- 26 maja – Marie Lundquist, szwedzka poetka, dziennikarka, eseistka i tłumaczka
- 29 maja – Isabel Alçada, portugalska pisarka i minister edukacji
- 3 czerwca – Agata Miklaszewska, polska pisarka i poetka
- 4 czerwca – Jan Gondowicz, polski eseista, krytyk literacki, tłumacz i wydawca
- 21 czerwca
  - Jana Bodnárová, słowacka poetka, pisarka, dramaturg, scenarzystka, historyk sztuki
  - Anne Carson, kanadyjska poetka modernistyczna
- 24 czerwca
  - Mercedes Lackey, amerykańska pisarka science-fiction i fantasy
  - Jan Leończuk, polski poeta, prozaik, eseista, tłumacz
- 25 czerwca – Barbara Gowdy, kanadyjska pisarka
- 28 czerwca – Marlene Streeruwitz, austriacka pisarka
- 2 lipca – Stephen R. Lawhead, amerykański pisarz fantasy
- 4 lipca – Małgorzata Iwanowska-Ludwińska, polska pisarka i poetka (zm. 2020)
- 7 lipca – Kathy Reichs, amerykańska pisarka
- 11 lipca – Hernán Rivera Letelier, chilijski pisarz, poeta i prozaik
- 19 lipca – Marek Sołtysik, polski pisarz, eseista, wykładowca akademicki,
- 26 lipca – Nicholas Evans, angielski prozaik i scenarzysta (zm. 2022)
- 1 sierpnia – Árni Thórarinsson, islandzki pisarz
- 2 sierpnia – Jussi Adler-Olsen, duński pisarz
- 11 sierpnia – Marek Ławrynowicz, polski pisarz
- 12 sierpnia – Medbh McGuckian, północnoirlandzka poetka
- 16 sierpnia – Jack Unterweger, austriacki dziennikarz, pisarz, seryjny morderca (zm. 1994)
- 19 sierpnia – Mary Doria Russell, amerykańska pisarka s-f
- 14 września
  - Michael Reaves, amerykański pisarz i scenarzysta
  - Wanda Spalińska, polska poetka, dziennikarka i redaktor
- 15 września – Tomasz Jastrun, polski poeta, prozaik, eseista, felietonista, krytyk literacki
- 16 września – Henry Louis Gates, amerykański krytyk literacki
- 30 września – Laura Esquivel, meksykańska pisarka
- 6 października – Glen David Brin, amerykański pisarz science-fiction
- 10 października – Nora Roberts, amerykańska pisarka
- 11 października – Jerzy Illg, polski filolog, publicysta, krytyk literacki i wydawca
- 17 października – David Adams Richards, kanadyjski pisarz i polityk
- 18 października – Wendy Wasserstein, amerykańska dramatopisarka (zm. 2006)
- 22 października – Edi Shukriu, kosowska pisarka, publicystka i działaczka polityczna (zm. 2023)
- 27 października – Fran Lebowitz, amerykańska pisarka i publicystka
- 3 listopada – Bernard Nowak, polski pisarz, redaktor i wydawca
- 4 listopada – Charles Frazier, amerykański pisarz
- 11 listopada – Mircea Dinescu, rumuński poeta i redaktor
- 12 listopada – Svetozar Obradović, serbski pisarz i autor komiksów (zm. 2020)
- 14 listopada – Artur Blaim, polski literaturoznawca, anglista, profesor nauk humanistycznych
- 18 listopada – Michael Swanwick, amerykański pisarz i krytyk fantastyki
- 25 listopada – Alexis Wright, australijska pisarka aborygeńska
- 27 listopada – Philippe Delerm, francuski pisarz
- 4 grudnia – Zsuzsa Rakovszky, węgierska poetka, pisarka i tłumaczka
- 17 grudnia – Wiesław Trzeciakowski, polski poeta, prozaik, publicysta i historyk
- 21 grudnia – Thomas Hürlimann, szwajcarski pisarz i dramaturg
- 30 grudnia – Timothy Mo, brytyjski pisarz pochodzenia chińskiego
- Karl Michael Armer,  niemiecki pisarz science-fiction
- Greg McGee, nowozelandzki pisarz, dramaturg, scenarzysta i producent filmowy

## Zmarli
- 15 stycznia – Alma Karlin, słoweńsko-austriacka podróżniczka, pisarka, poetka (ur. 1889)
- 21 stycznia – George Orwell, pisarz i publicysta angielski (ur. 1903)
- 13 lutego – Rafael Sabatini, włosko-brytyjski pisarz (ur. 1875)
- 18 lutego – Prežihov Voranc, słoweński pisarz i polityk komunistyczny (ur. 1893)
- 5 marca – Edgar Lee Masters, amerykański pisarz (ur. 1868)
- 11 marca – Heinrich Mann, pisarz niemiecki (ur. 1871)
- 19 marca – Edgar Rice Burroughs, amerykański pisarz (ur. 1875)
- 8 kwietnia – Albert Ehrenstein, niemiecki poeta i pisarz ekspresjonistyczny (ur. 1886)
- 27 kwietnia – H. Bonciu, rumuński oraz mołdawski pisarz, poeta i tłumacz (ur. 1893)
- 4 maja – William Rose Benét, amerykański prozaik i poeta (ur. 1886)
- 8 maja – Cezaro Rossetti, szkocki pisarz, piszący w języku esperanto (ur. 1901)
- 20 maja – John Gould Fletcher, amerykański poeta (ur. 1886)
- 13 czerwca – Ksawery Pruszyński, pisarz i publicysta (ur. 1907)
- 24 czerwca – Iwan Szmielow, rosyjski pisarz (ur. 1873)
- 19 lipca – Jan Antoni Grabowski, polski pedagog, pisarz, twórca wielu książek dla dzieci i młodzieży (ur. 1882)
- 25 lipca – Elisabeth Langgässer, niemiecka pisarka i poetka (ur. 1899)
- 24 sierpnia – Ernst Wiechert, niemiecki pisarz (ur. 1887)
- 27 sierpnia – Cesare Pavese, włoski powieściopisarz, poeta i tłumacz (ur. 1908)
- 6 września – Olaf Stapledon, brytyjski filozof i pisarz sf (ur. 1886)
- 29 września – Abel Hermant, francuski poeta, prozaik, dramaturg i eseista (ur. 1862)
- 13 października – Ernest Haycox, amerykański pisarz (ur. 1899)
- 19 października – Edna St. Vincent Millay, amerykańska poetka, dramaturg (ur. 1892)
- 2 listopada – George Bernard Shaw, angielski dramatopisarz, krytyk i publicysta (ur. 1856)
- 25 listopada – Johannes Jensen, duński prozaik i poeta, laureat Nagrody Nobla (ur. 1873)
- 26 listopada – Hedwig Courths-Mahler, niemiecka pisarka (ur. 1867)
- 3 grudnia – Pawieł Bażow, rosyjski i radziecki pisarz (ur. 1879)
- 5 grudnia – Aurobindo Ghose, indyjski filozof, prozaik, poeta, krytyk literacki, tłumacz i publicysta (ur. 1872)
- 28 grudnia – Zygmunt Krzyżanowski, rosyjski pisarz, eseista i tłumacz polskiego pochodzenia (ur. 1887)
- John Stuart Thomson, amerykański prozaik i poeta (ur. 1869)

## Nagrody
- Nagroda Nobla – Bertrand Russell
- Bollingen Prize for Poetry – Wallace Stevens
- National Book Award – William Carlos Williams